# 霍索恩 (紐約州)
霍索恩（英語：Hawthorne）是位於美國紐約州西徹斯特縣的普查規定居民點。

## 人口
根據2020年美國人口普查的數據，霍索恩的面積為2.84平方千米，皆為陸地。當地共有人口4646人，而人口密度為每平方千米1,635.92人。